# Andriej Nazarow
Andriej Wiktorowicz Nazarow, ros. Андрей Викторович Назаров (ur. 22 maja 1974 w Czelabińsku) – rosyjski hokeista, reprezentant Rosji. Trener hokejowy.

## Kariera klubowa
- Mieczeł Czelabińsk (1990–1991)
- Dinamo 2 Moskwa (1991–1992)
- Dinamo Moskwa (1992–1993, 1994)
- Kansas City Blades (1993–1996)
- San Jose Sharks (1993–1998)
- Kentucky Thoroughblades (1996)
- Tampa Bay Lightning (1998)
- Calgary Flames (1998–2000)
- Anaheim Ducks (2000)
- Boston Bruins (2000–2002)
- Phoenix Coyotes (2002–2004)
- Mietałłurg Nowokuźnieck (2004)
- Awangard Omsk (2004–2005)
- Minnesota Wild (2005)
- Houston Aeros (2005)

Wychowanek Traktora Czelabińsk, jednak w tym klubie występował w seniorskim zespole. Po dwóch sezonach w Dinamie Moskwa w 1993 roku wyjechał do Stanów Zjednoczonych, jako że wcześniej w drafcie NHL z 1992 został wybrany przez San Jose Sharks. W latach 1993–2004 i 2005–2006 Nazarow występował jako zawodnik w klubach amerykańskich i kanadyjskich (w tym NHL, gdzie zadebiutował 3 lutego 1994 roku). Odgrywał tam rolę tzw. enforcera, czyli „ochroniarza” dbającego o nienaruszalność czołowych graczy własnej drużyny i w razie potrzeby wszczynającego bójki celem wyeliminowania z gry agresywnego przeciwnika. W związku z tym Nazarow w każdym sezonie miał na swoim koncie wiele minut kar przy niewielkiej ilości punktów uzyskanych w klasyfikacji kanadyjskiej (poza dwoma sezonami w barwach San Jose Sharks i Calgary Flames, gdy zdobywał wiele goli i asyst). Był jednym z niewielu zawodników rosyjskich o takim profilu w lidze NHL.
W barwach reprezentacji Rosji uczestniczył w turnieju mistrzostw świata w 1998.
W 2006 ogłosił zakończenie kariery zawodniczej. Podczas gry w USA uzyskał także amerykańskie obywatelstwo.

## Kariera trenerska
- Traktor Czelabińsk (2006-2007), menedżer generalny
- Traktor Czelabińsk (2007-2010), główny trener
- Witiaź Czechow (2010-2012), główny trener
- Reprezentacja Rosji (2012-), asystent trenera, szkoleniowiec Rosji B
- Siewierstal Czerepowiec (2012-2013), główny trener
- Donbas Donieck (2013-2014), główny trener
- Reprezentacja Ukrainy (2013-2014), selekcjoner
- Barys Astana (2014-2015), główny trener
- Reprezentacja Kazachstanu (2014-2015, 2015-2016), selekcjoner
- SKA Sankt Petersburg (2015), główny trener
- Barys Astana (2015-2016), główny trener
- Nieftiechimik Niżniekamsk (2016-2018), główny trener
- HK Soczi (2021-2022), główny trener

W sezonie Superligi rosyjska 2006/2007 był menedżerem generalnym w macierzystym klubie Traktor Czelabińsk. Następnie od 2006 do 2010 był trenerem drużyny (sezony Superligi rosyjska 2007/2008 i KHL (2008/2009), 2009/2010. 8 kwietnia 2010 roku zrezygnował z pracy w Traktorze.
14 października 2010 roku został trenerem Witiazia Czechow. Był inicjatorem wprowadzenia napastniczego stylu gry drużyny (w meczu z Dynama Mińsk jako trener z łaski rezerwowych wdał się w przepychanki z kibicami białoruskimi). Drużynę Rycerzy prowadził w sezonach 2010/2011 i 2011/2012 (szkoleniowcem Witiazia był do 18 maja 2012 roku).
Jednocześnie do 16 marca 2012 pełnił funkcję asystenta selekcjonera reprezentacji Rosji i II trenera reprezentacji Rosji B złożonej z zawodników kandydujących do gry w pierwszej reprezentacji).
Następnie został szkoleniowcem Siewierstali Czerepowiec. W tym zespole porzucił agresywny styl gry i drużyny awansowała do drugiej rundy play-off w sezonie 2012/2013. Pomimo ważnego dwuletniego kontraktu, z powodów osobistych zrezygnował ze stanowiska w kwietniu 2013 roku. Wkrótce potem został szkoleniowcem ukraińskiego klubu Donbas Donieck. Od sierpnia 2013 równolegle selekcjoner reprezentacji Ukrainy. W czerwcu 2014 został trenerem kazachskiego klubu Barys Astana, po czym został także selekcjonerem kadry Kazachstanu. Kadrę Kazachstanu prowadził podczas turnieju mistrzostw świata w 2015. Od czerwca 2015 trener SKA Sankt Petersburg. Odszedł wówczas zarówno z funkcji trenera Barysu, jak i kadry Kazachstanu. W połowie października 2015 został zwolniony ze SKA. Następnie ponownie objął posadę trenera Barysu i selekcjonerem kadry Kazachstanu. Na początku września 2016 został zwolniony z posady trenera Barysu i selekcjonera kadry Kazachstanu. Pod koniec października 2016 został trenerem Nieftiechimika Niżniekamsk, a w lutym 2017 przedłużył kontrakt. Został zwolniony w grudniu 2018. We wrześniu 2021 został szkoleniowcem HK Soczi. W październiku 2022 został zwolniony.

## Sukcesy zawodnicze
Reprezentacyjne
- Brązowy medal mistrzostw Europy juniorów do lat 18: 1992

Klubowe
- Złoty medal mistrzostw Rosji: 1993 z Dinamem Moskwa
- Puchar Mistrzów: 2005 z Awangardem Omsk

Indywidualne
- Superliga rosyjska w hokeju na lodzie (2003/2004): pierwsze miejsce w klasyfikacji minut kar